# Paganini (film, 1923)
Pour les articles homonymes, voir Paganini.
Paganini est un film allemand muet réalisé par Heinz Goldberg, sorti en 1923. 

## Synopsis
Perdu.

## Fiche technique
- Titre : Paganini
- Réalisation : Heinz Goldberg
- Scénario : Heinz Goldberg
- Cinématographie : Stephan Lorant, Károly Vass
- Musique : Mischa Spoliansky
- Direction artistique : Robert Neppach
- Costumes : Maxim Frey
- Pays d'origine :  République de Weimar
- Sociétés de production : Conrad Veidt Film, Richard Oswald Produktion
- Producteurs : Richard Oswald, Alfred Kern
- Format : Noir et blanc - 1,33:1 - muet
- Durée : 2 064 mètres
- Dates de sortie : République de Weimar : 31 mars 1923

## Distribution
- Conrad Veidt : Niccolò Paganini
- Eva May :	Giulietta
- Greta Schröder :	Antonia Paganini
- Harry Hardt : Le Duc
- Hermine Sterler : La Duchesse
- Jean Nadolovitch :	Hector Berlioz
- Gustav Fröhlich :	Franz von Liszt
- Alexander Granach : Ferucchio
- Martin Herzberg : le fils de Paganini